# Pales brouni
Pales brouni är en tvåvingeart som först beskrevs av Frederick Wollaston Hutton 1904.  Pales brouni ingår i släktet Pales och familjen parasitflugor. Inga underarter finns listade i Catalogue of Life.